# 格拉尼特 (科羅拉多州)
格拉尼特（英語：Granite）為美國科羅拉多州查菲縣中設有郵政局的一個非建制地區。2010年人口普查中該地區人口有116人。

## 地理
格拉尼特的座標為39°02′38″N 106°15′44″W / 39.04389°N 106.26222°W，而該地的平均海拔高度為2747米（即9012英尺）。